# Тетрагидридоборат алюминия
Тетрагидридобора́т алюми́ния — неорганическое соединение,
комплексный смешанный гидрид алюминия и бора с формулой Al[BH4]3,
нестабильная жидкость,
реагирует с водой.

## Получение
- Взаимодействие диборана с триметилалюминием: {\displaystyle {\mathsf {2B_{2}H_{6}+Al(CH_{3})_{3}\ {\xrightarrow {\ }}\ Al[BH_{4}]_{3}+B(CH_{3})_{3}}}}
- Медленное взаимодействие диборана с гидридом алюминия: {\displaystyle {\mathsf {2AlH_{3}+B_{2}H_{6}\ {\xrightarrow {\ }}2Al(BH_{4})_{3}}}}
- Взаимодействие борогидрида натрия с хлоридом алюминия: {\displaystyle {\ce {3NaBH4 + AlCl3 -> Al(BH4)3 + 3NaCl}}}[1]

## Физические свойства
Тетрагидридоборат алюминия образует бесцветные кристаллы ромбической сингонии, параметры ячейки a = 0,750 нм, b = 1,21 нм, c = 0,894 нм.
Растворяется в бензоле.

## Химические свойства
- Реагирует с водой:

{\displaystyle {\mathsf {Al[BH_{4}]_{3}+12H_{2}O\ {\xrightarrow {\ }}\ Al(OH)_{3}+3B(OH)_{3}+12H_{2}\uparrow }}}
При нагревании разлагается до октадекагидридобората алюминия с выделением диборана:
{\displaystyle {\ce {2Al[BH4]3 -> Al2[B4H18] + B2H6}}}
Реакцию проводят при температуре около 70 °C.